# شوکوبا

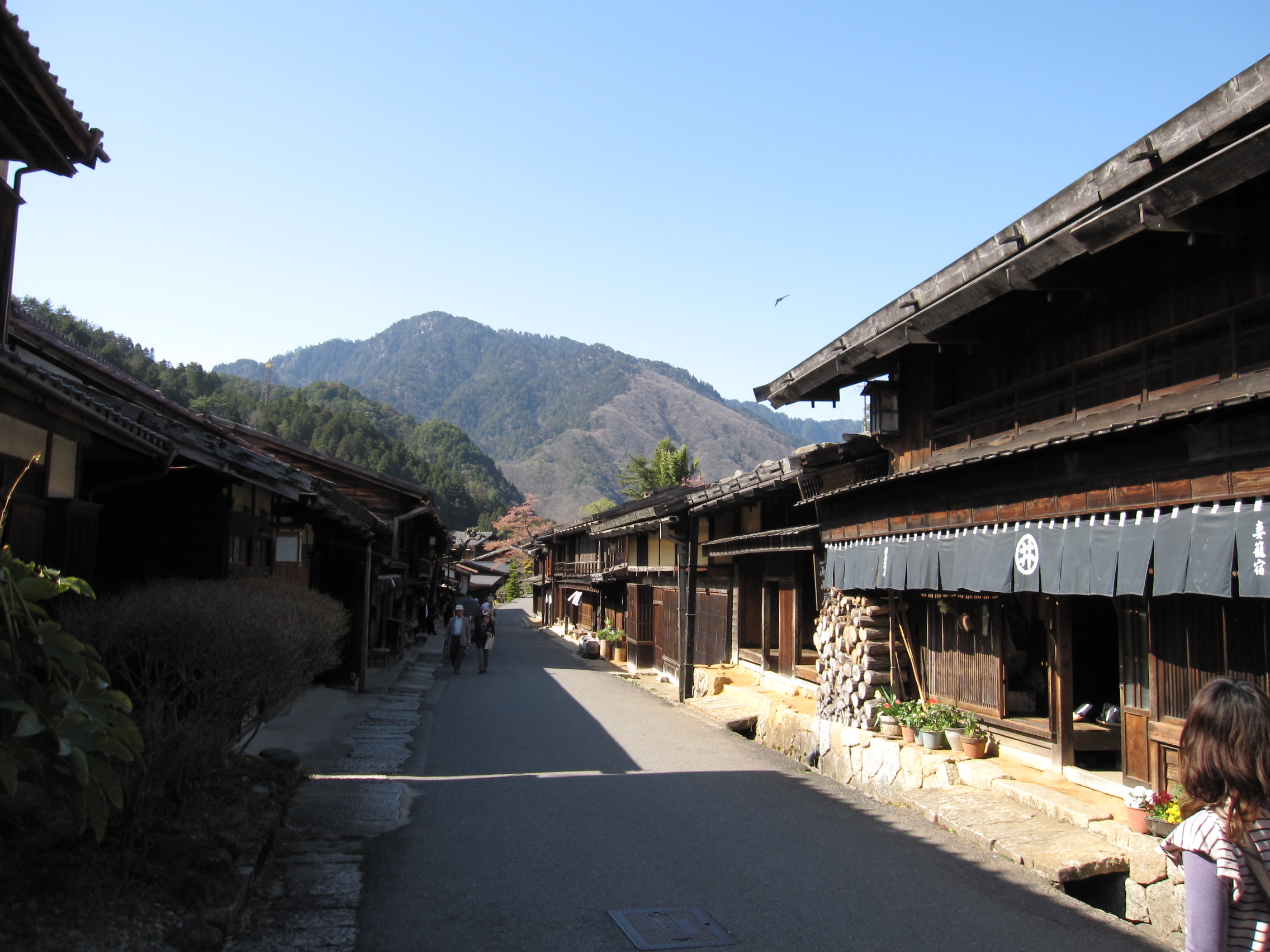
یک شوکوبا به نام تسوماگو-جوکو در مسیر ناکاسندو

شوکوبا (به ژاپنی: 宿場 Shukuba)، شوکواِکی (به ژاپنی: 宿駅 huku-eki) استراحت‌گاه‌هایی بود که در طول دوره ادو در ژاپن، به‌طور کلی در یکی از پنج مسیر ادو یا یکی از زیر مسیر آن قرار گرفته بود. شوکوبا مکان‌هایی بود که مسافران می‌توانستند در طی سفر خود در آن استراحت کنند.